# Sœurs Goadec
Les sœurs Goadec (Las Hermanas Goadec, en bretón, Ar C'hoarezed Goadeg), Maryvonne (1900-1983), Anasthasie (¿1913?-1998) y Eugénie (1909-18 de enero de 2003), fueron un trío de cantantes bretonas de música tradicional a cappella.
Depositarias de la tradición local, cobraron gran fama durante el resurgir de la música bretona de los años 60 y 70, gracias, entre otros factores, al esfuerzo del arpista y cantante Alan Stivell por reivindicar su legado.
Intérpretes de canciones populares y gwerzioù en un principio, se produjeron también con éxito en el campo del canto festivo, elaborando una versión propia a tres voces del kan ha diskan bretón.
Las actividades del trío cesaron en 1983, con la muerte de Maryvonne, pero Eugénie volvió a cantar posteriormente, y grabó un disco junto a su hija Louise Ebrel en 1994.

## Discografía
- 1972 Ar C'hoarezed Goadec (Mouëz-Breiz n°30370 G.U)
- 1972 Participation aux « Festival pop' celtic » de Kertalg 1972, 1973 et 1974 (KERTALG, Chant du Monde LDX 74 513)
- 1973 À BOBINO (KERTALG, Chant du Monde LDX 74 535, reeditado en CD por KERTALG en 1997 con el título Enregistrement public)
- 1975 Moueziou bruded a Vreiz, Les voix légendaires (posteriormente reeditado en CD)
- 1989 Participación en el recopilatorio Les sources du Barzaz Breiz aujourd'hui, con dos canciones.
- 1994 Louise Ebrel, Eugénie Goadec - Gwirziou

- Datos: Q10682
- Multimedia: The Goadeg Sisters / Q10682